# Besuki (Panggul)
Besuki is een bestuurslaag in het regentschap Trenggalek van de provincie Oost-Java, Indonesië. Besuki telt 2744 inwoners (volkstelling 2010).